# Église Saint-Pierre de Plounéour-Trez
L’église Saint-Pierre de Plounéour-Trez  est une église essentiellement de style néogothique dans le Finistère.

## Architecture
L'église a été reconstruite au XIXe siècle.
Le clocher de l'église, le calvaire, les deux ossuaires avoisinants et le placître sont inscrits au titre des monuments historiques par arrêté du 29 juin 1959.

## Vitraux
Une série de 14 vitraux ornent l'église et sont inscrits à titre objet des monuments historiques en 1988.

## Galerie

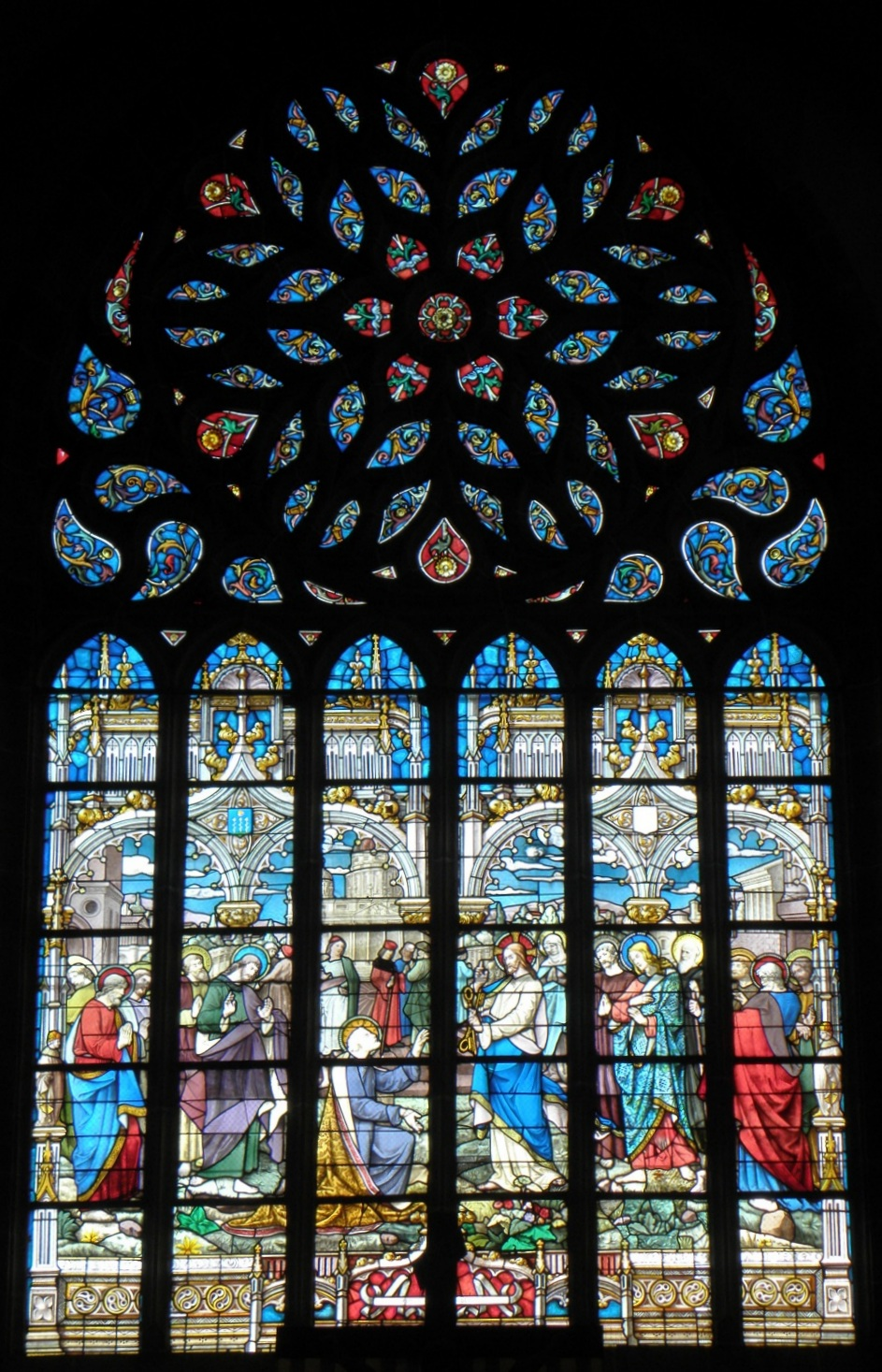
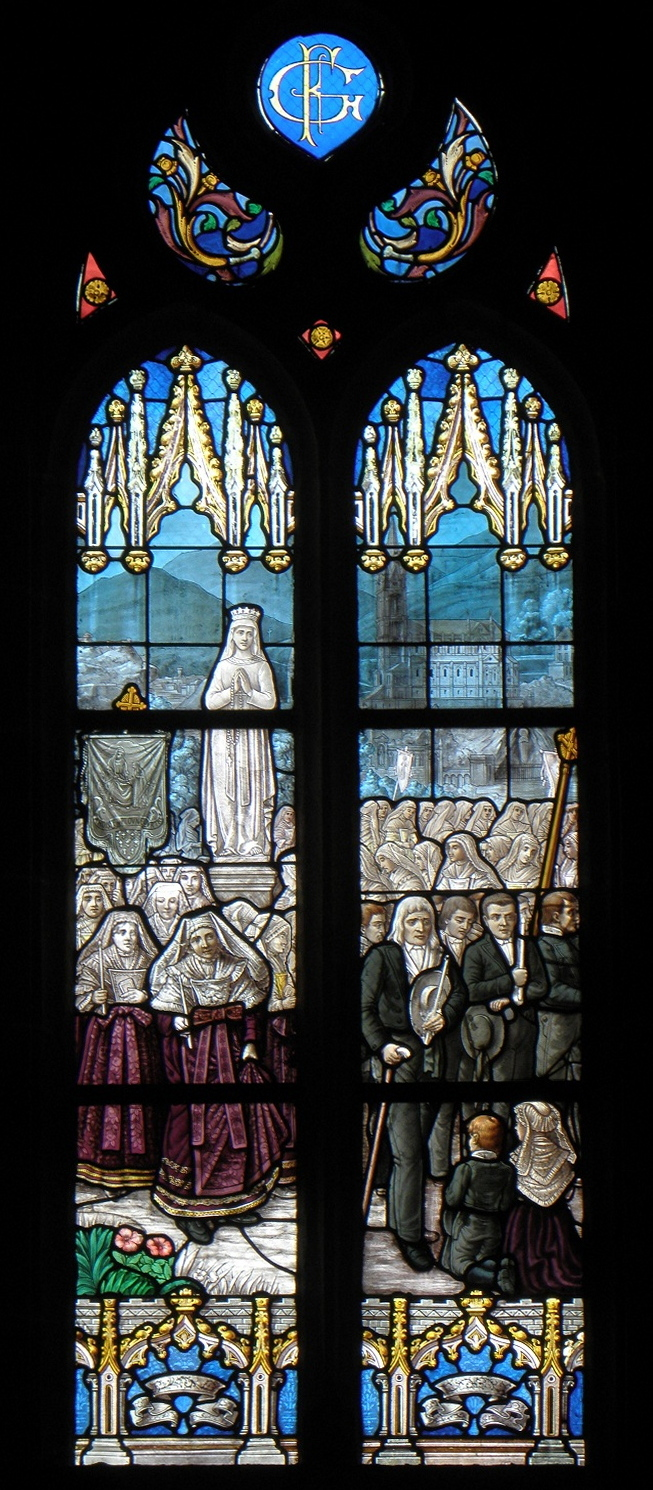
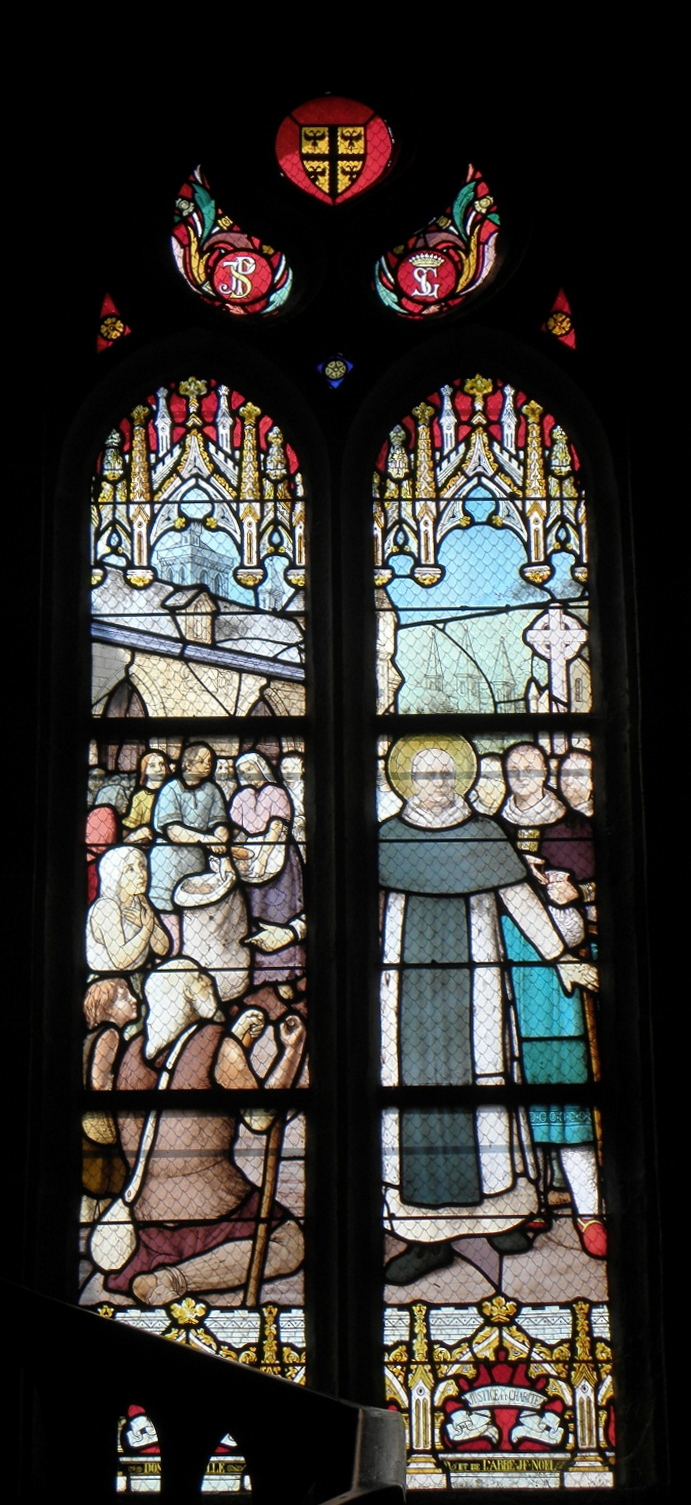
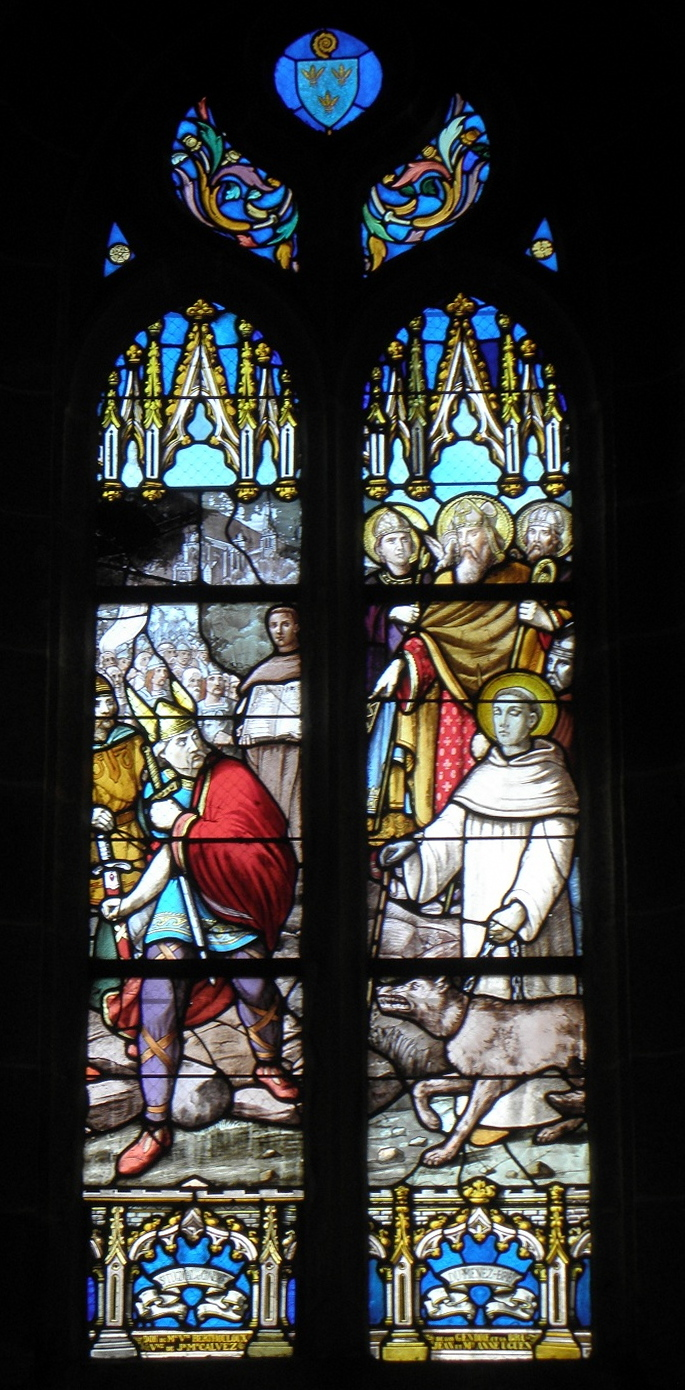
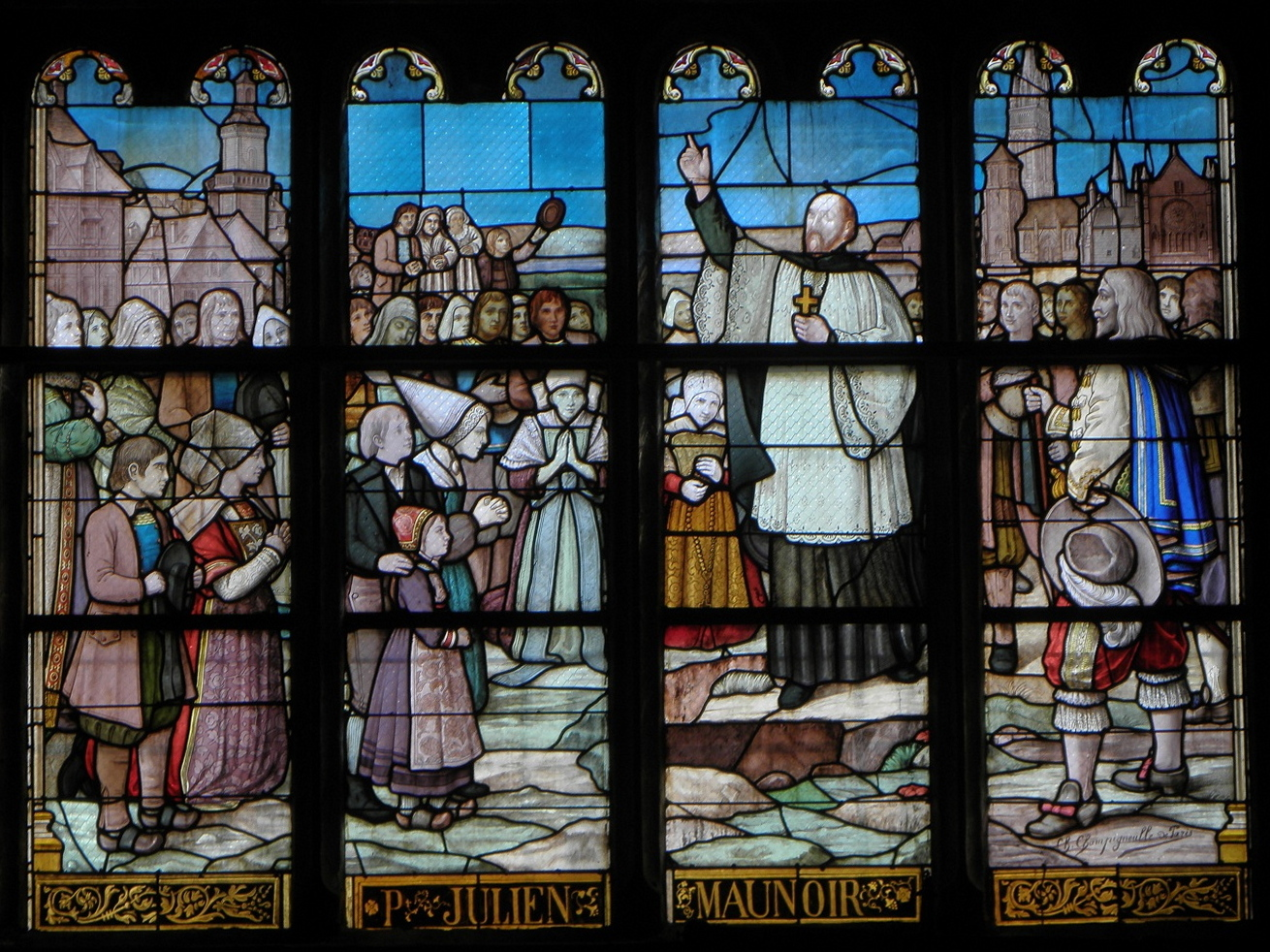
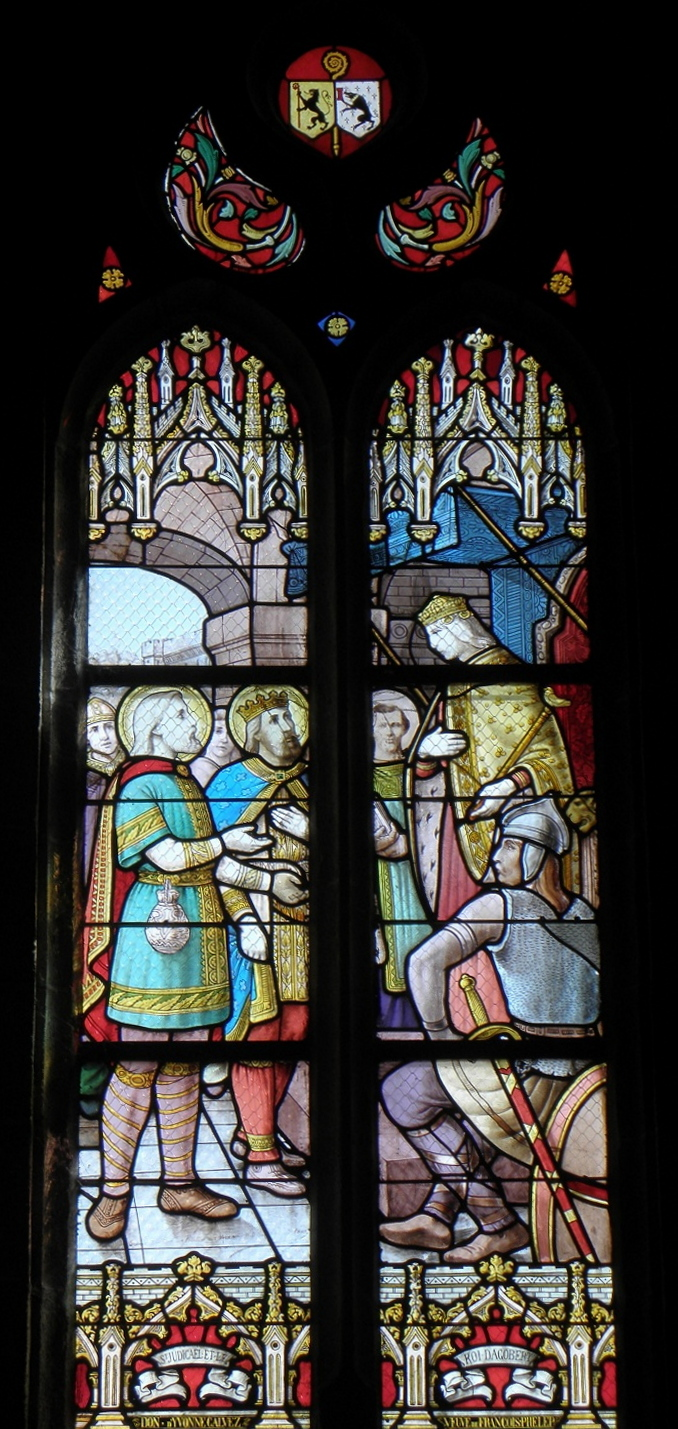
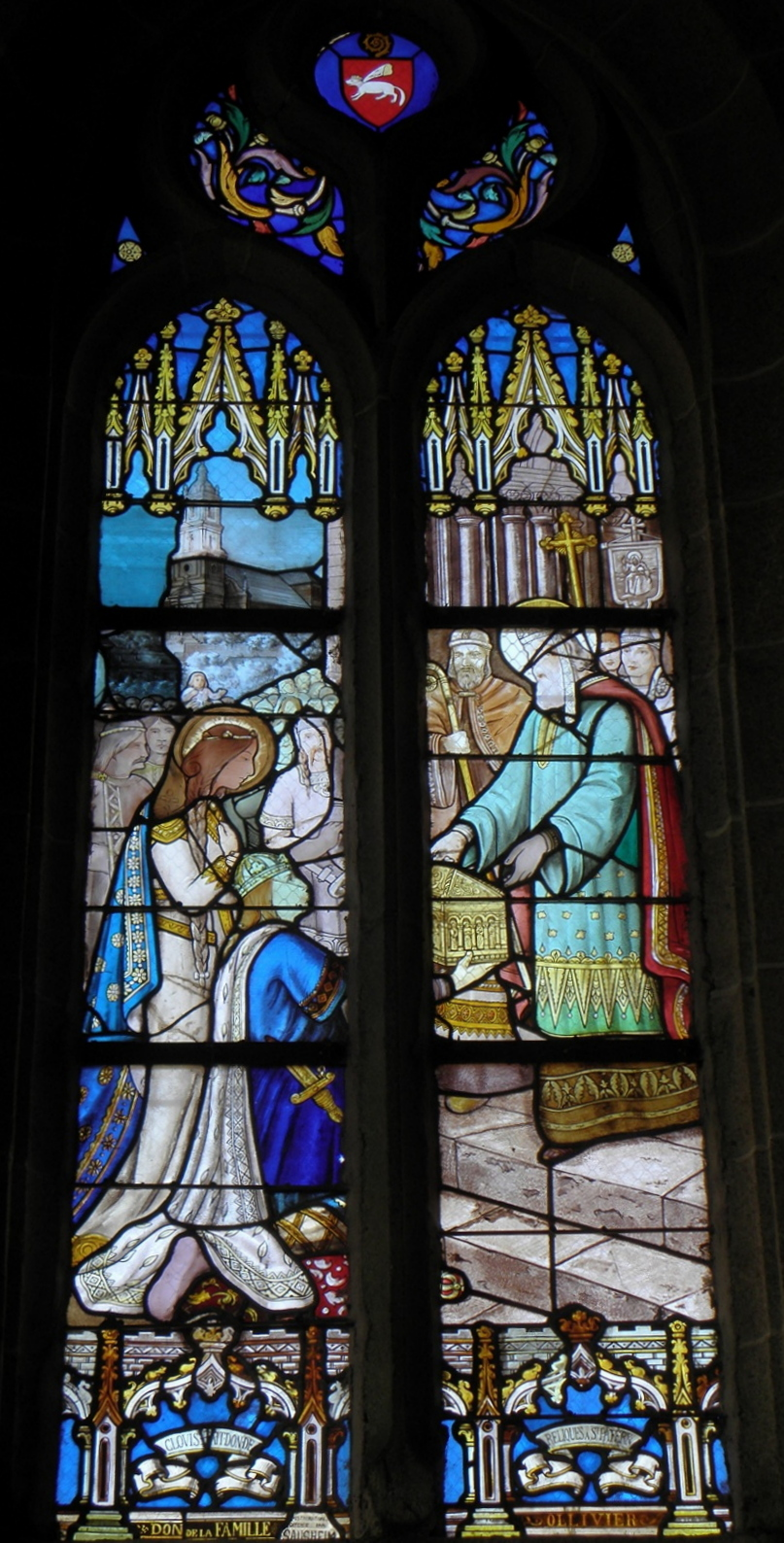
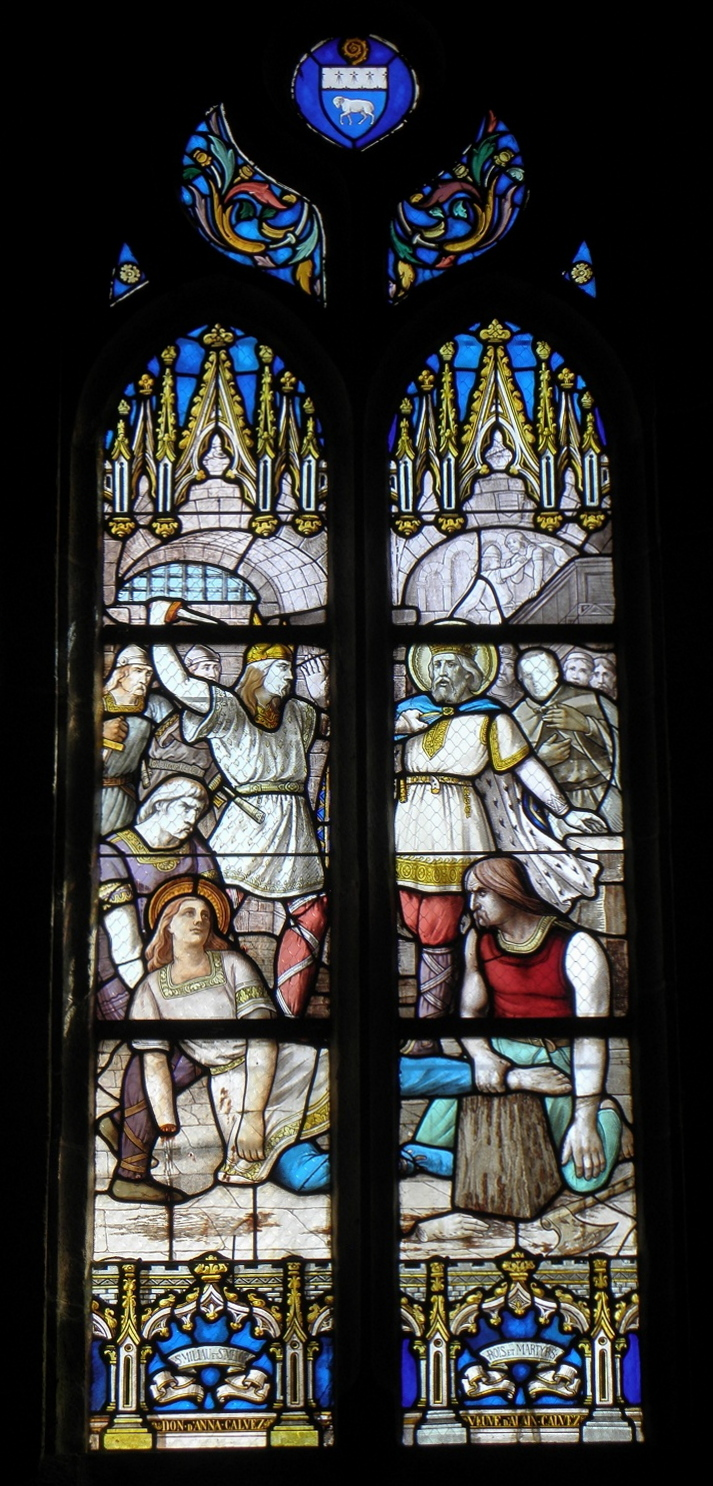
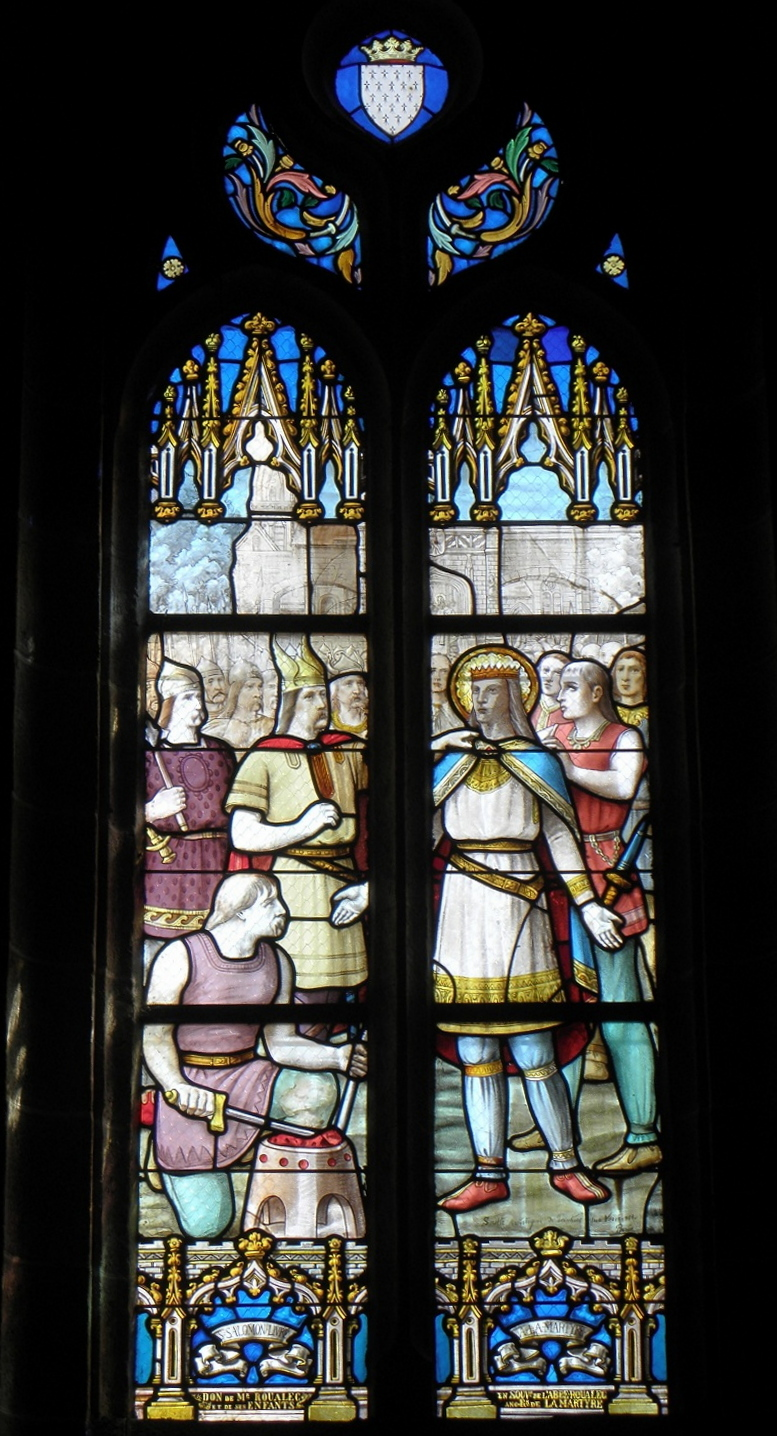
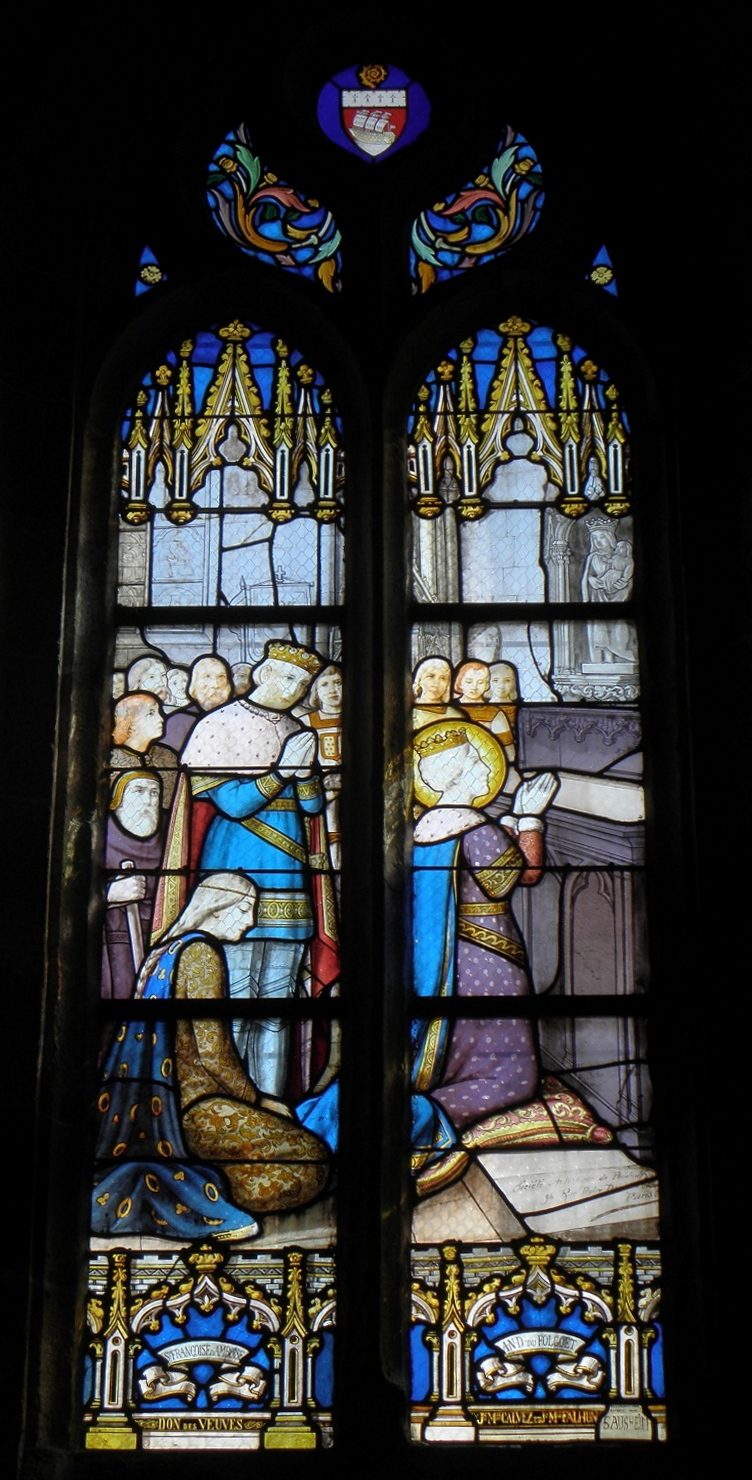
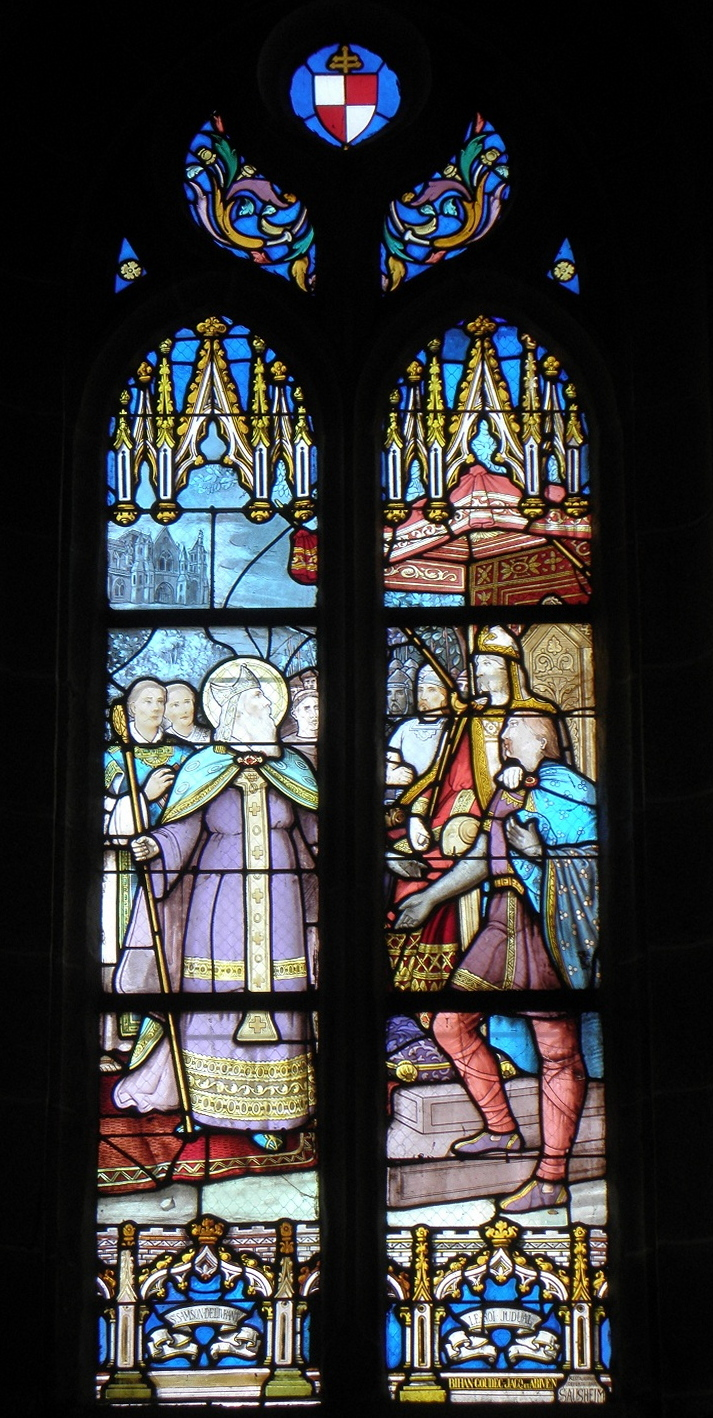
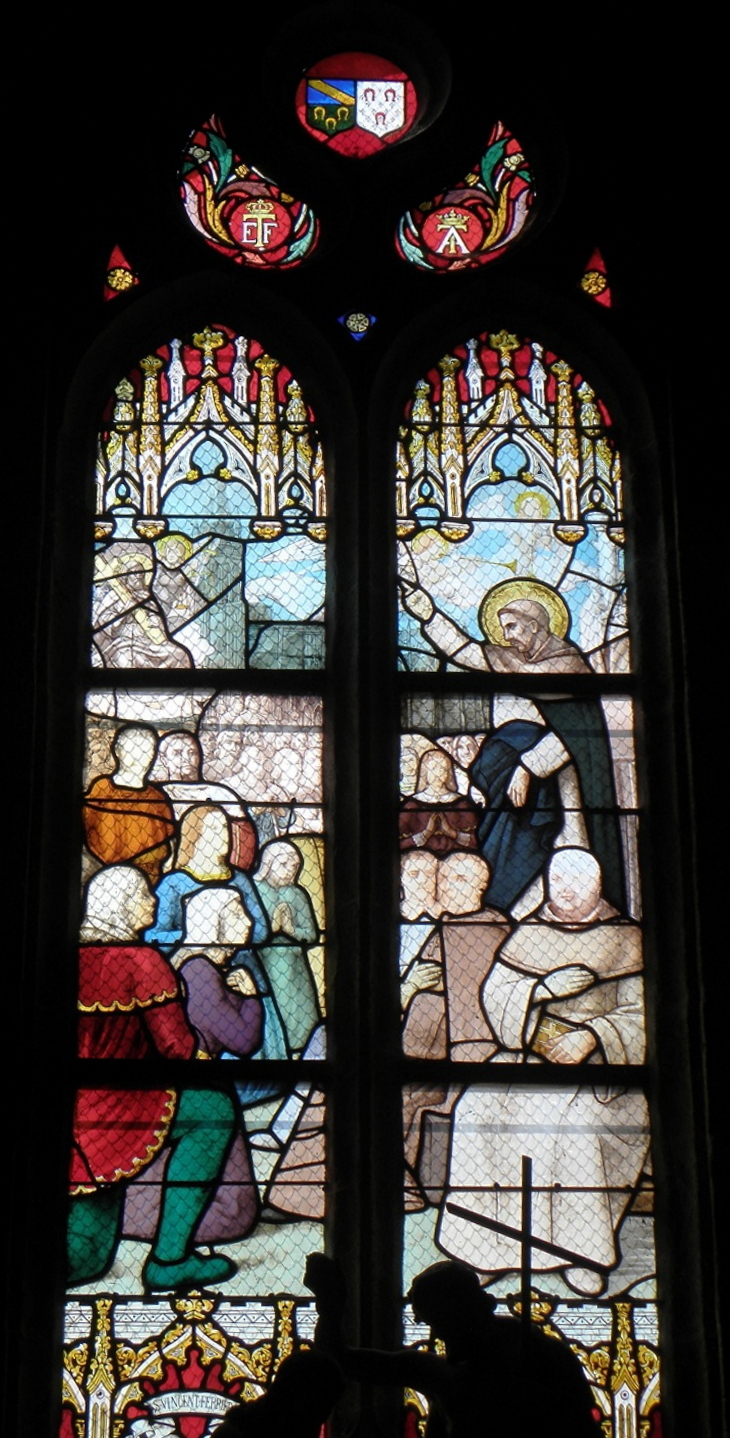
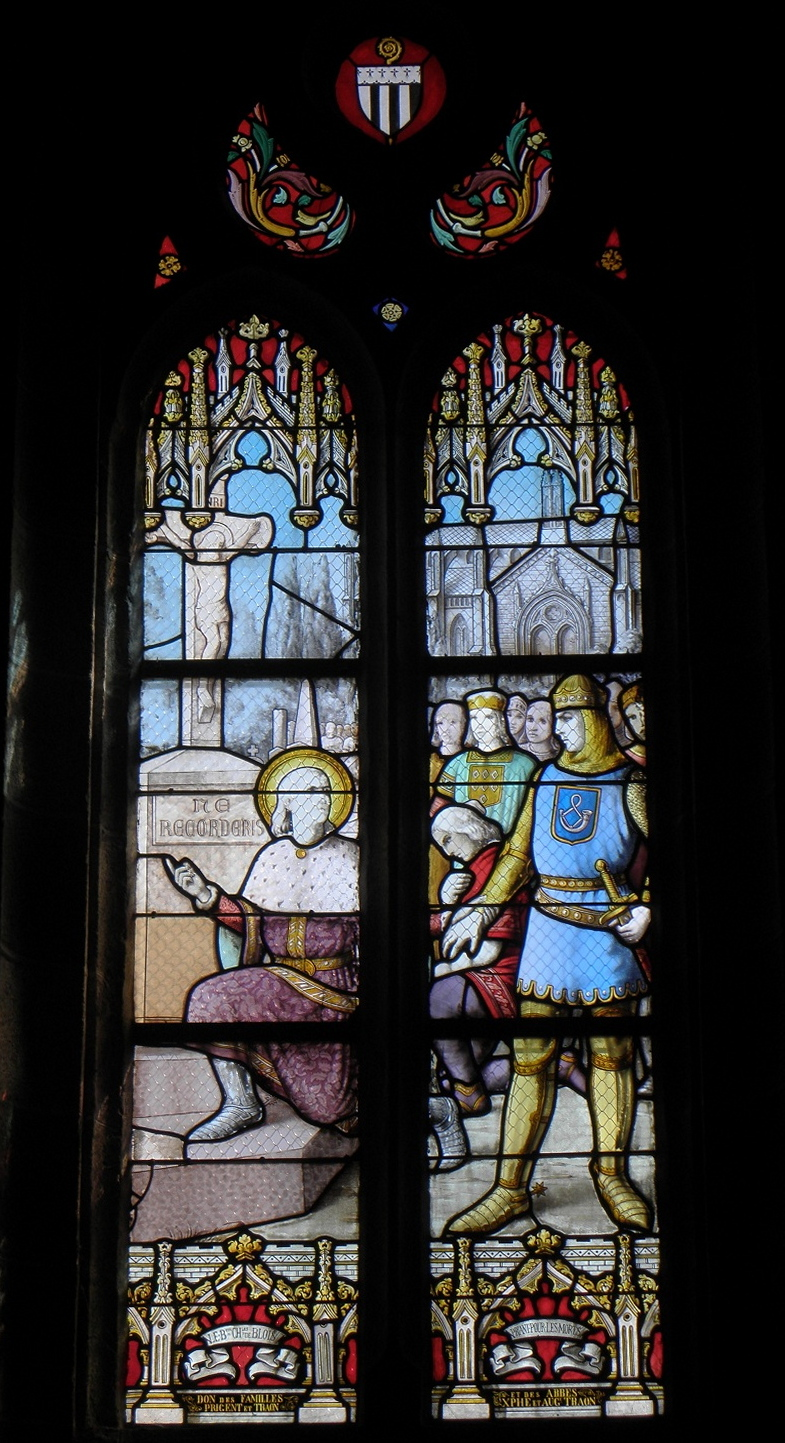
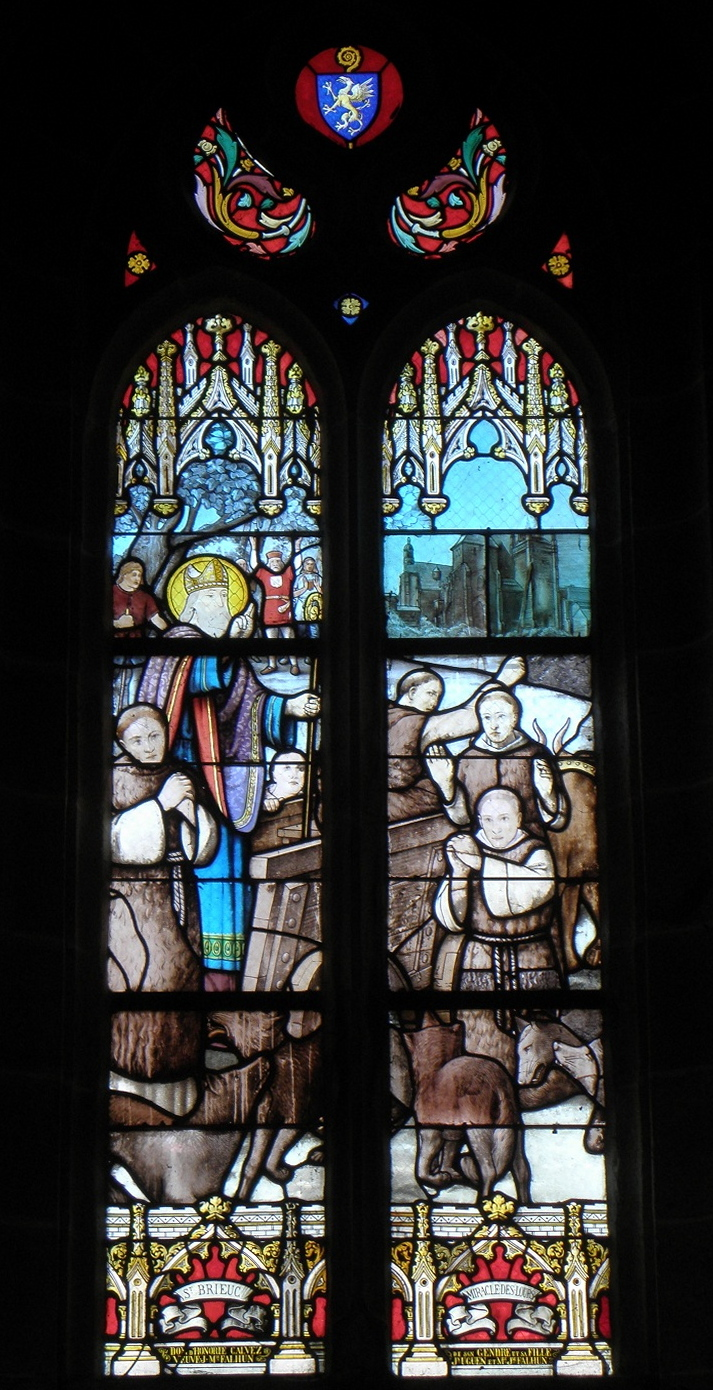
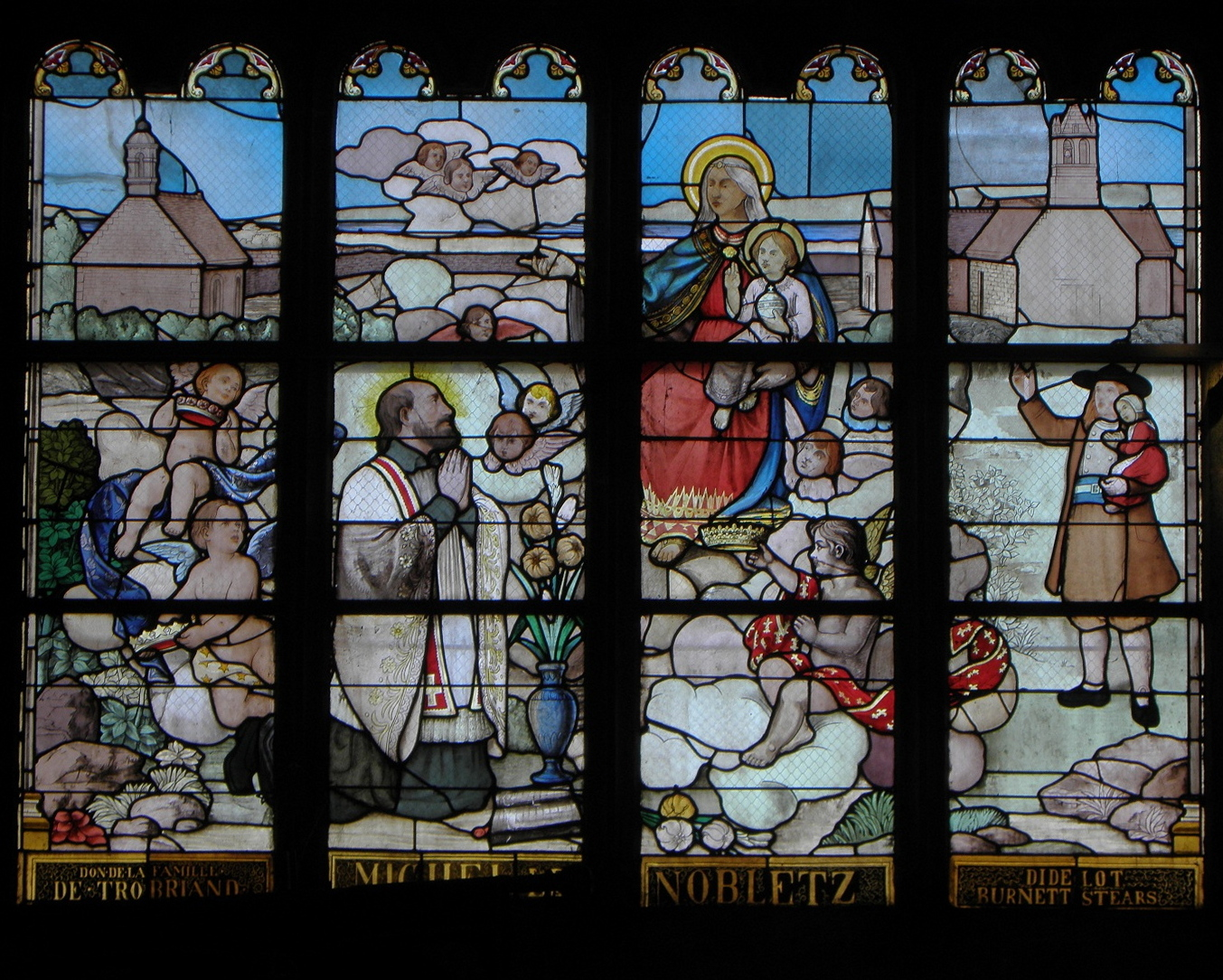
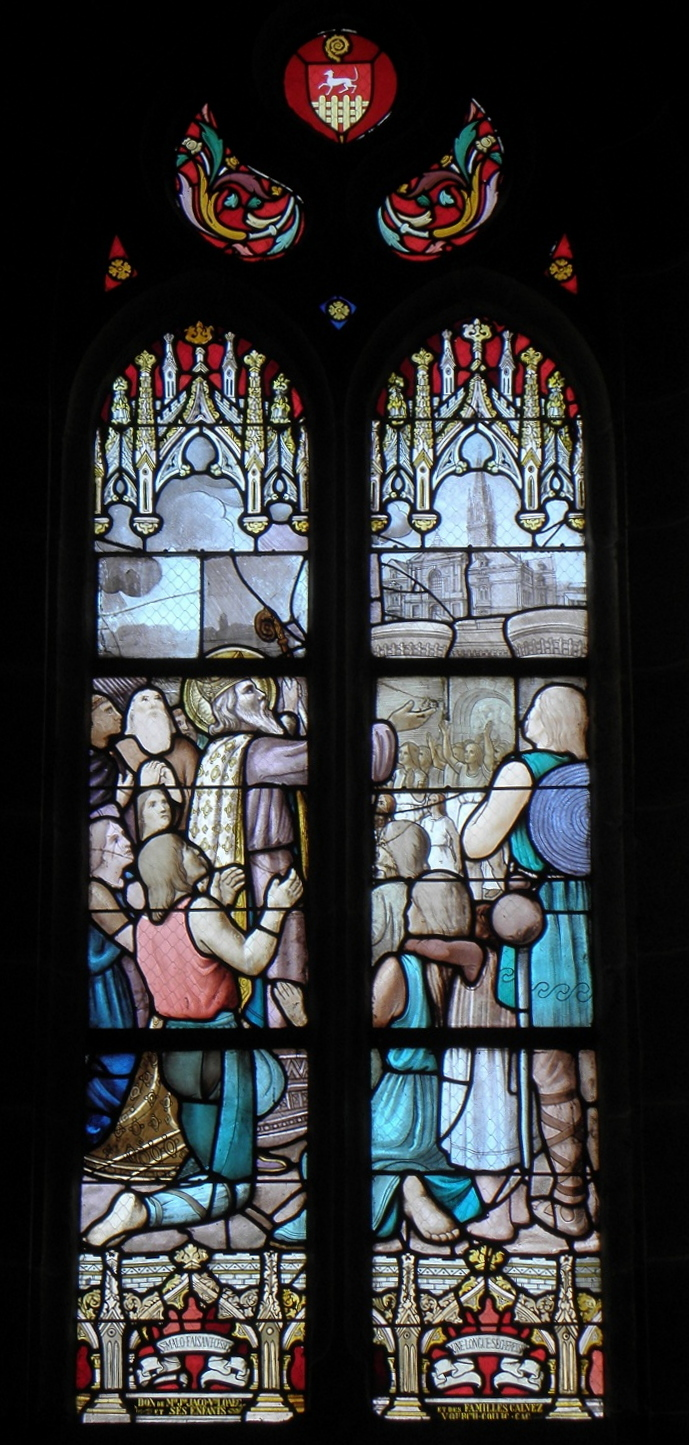
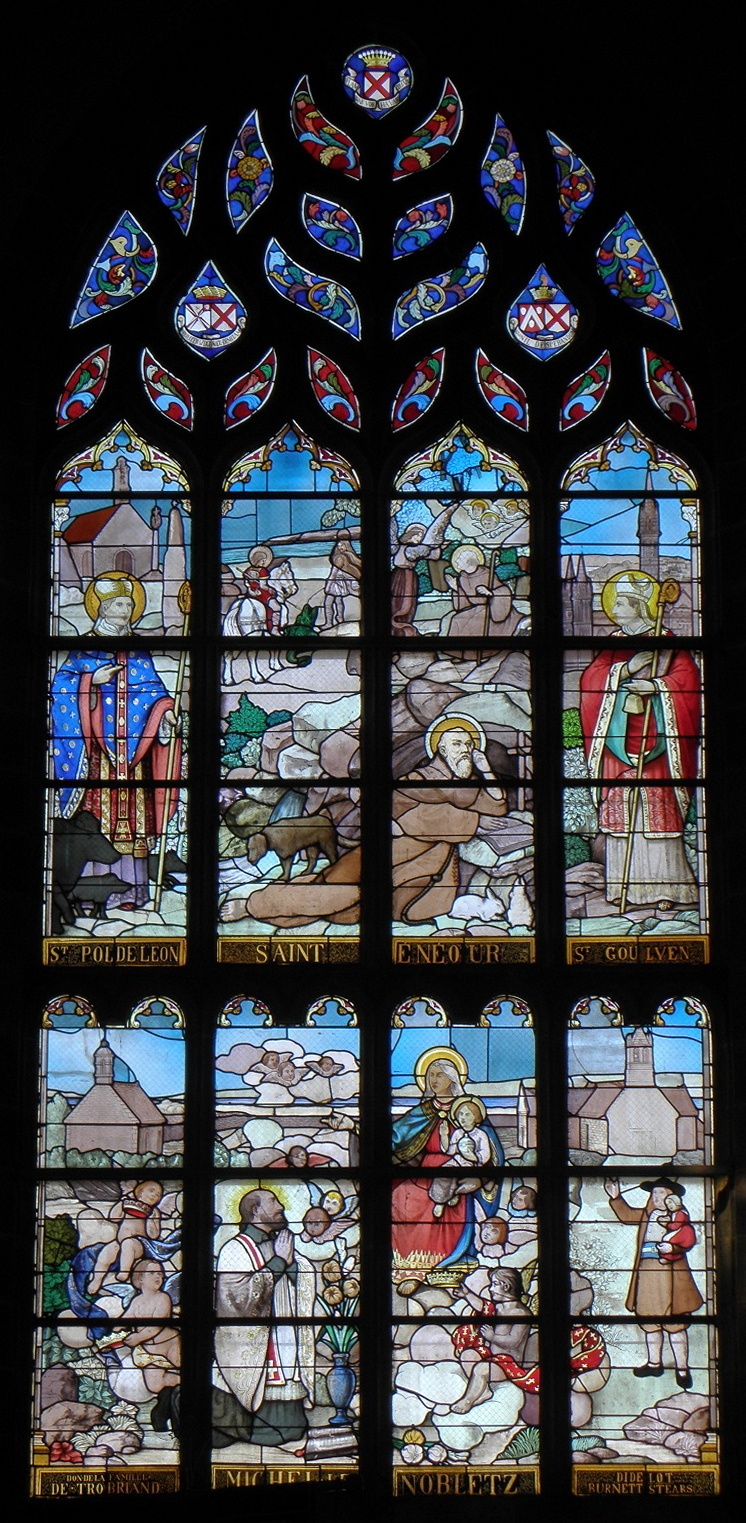
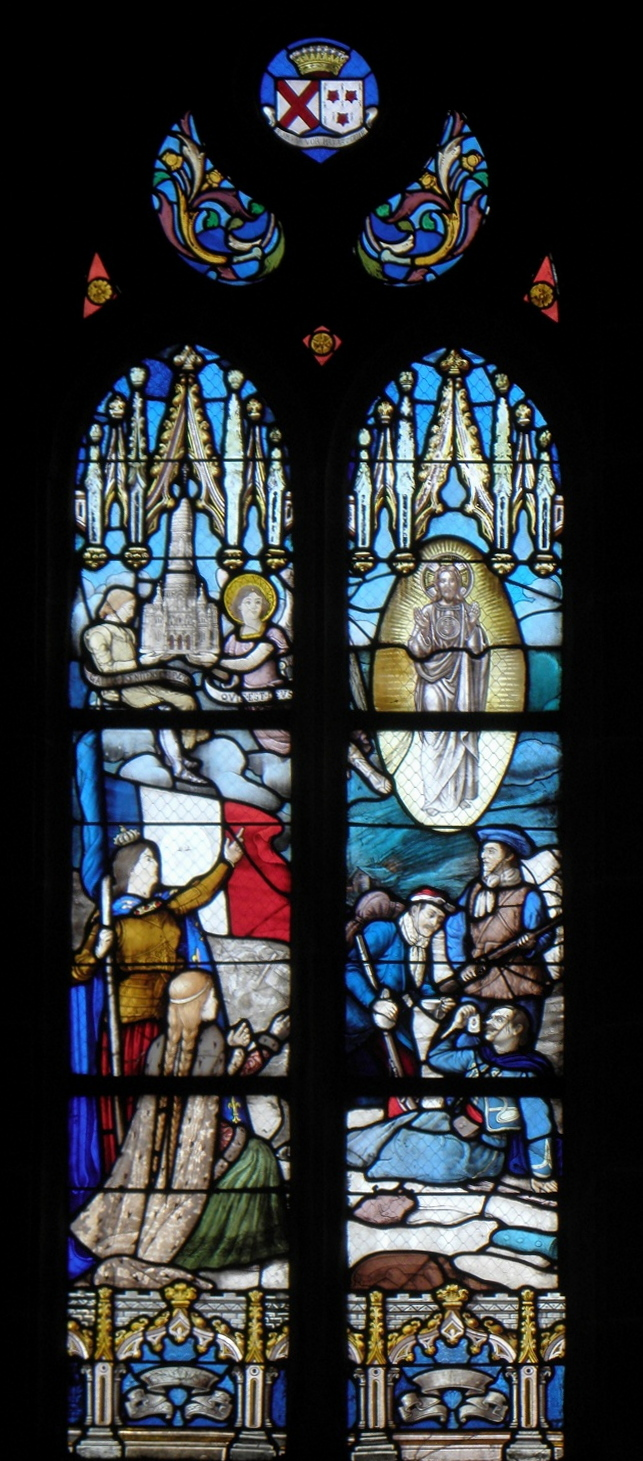
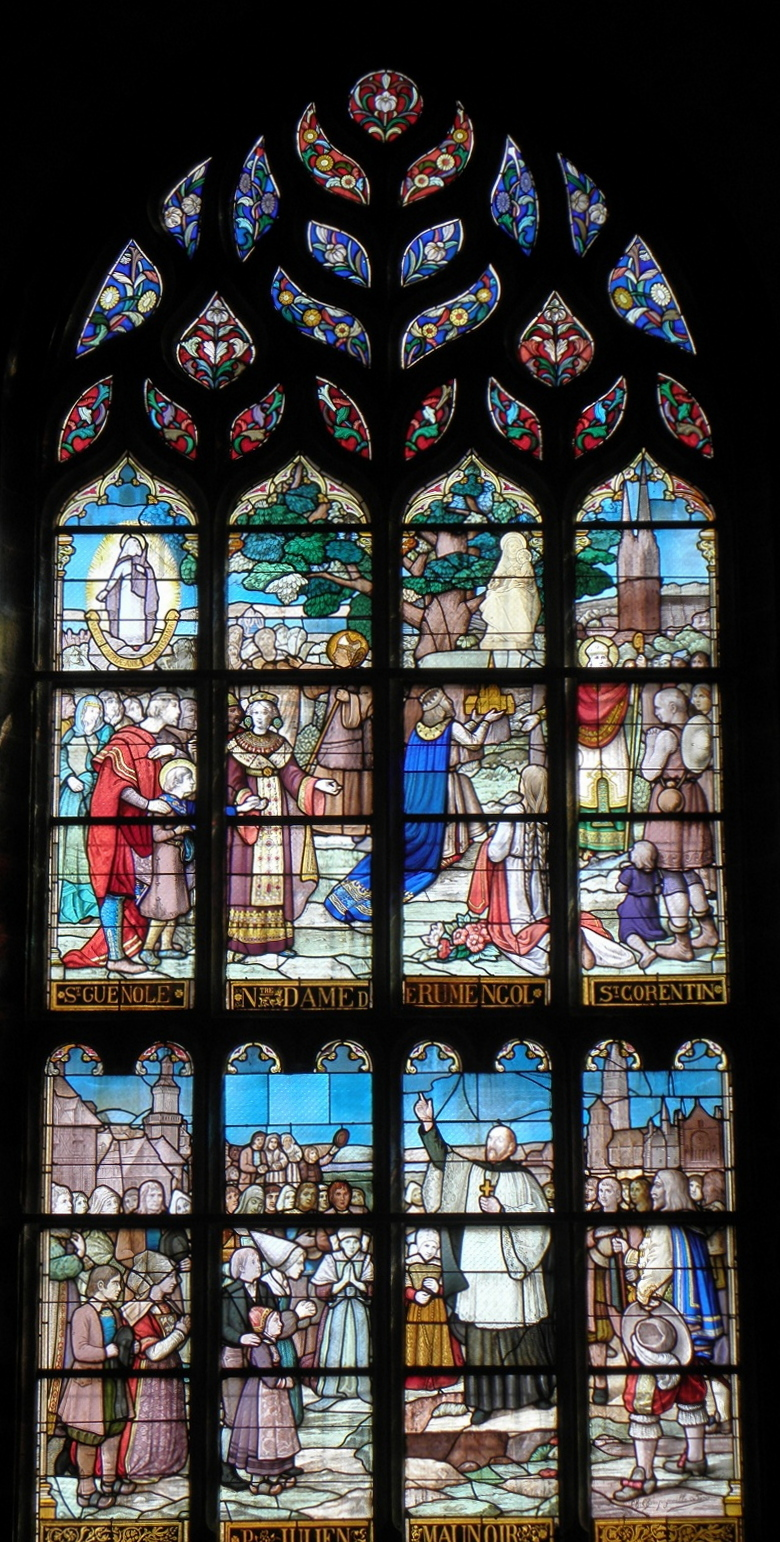
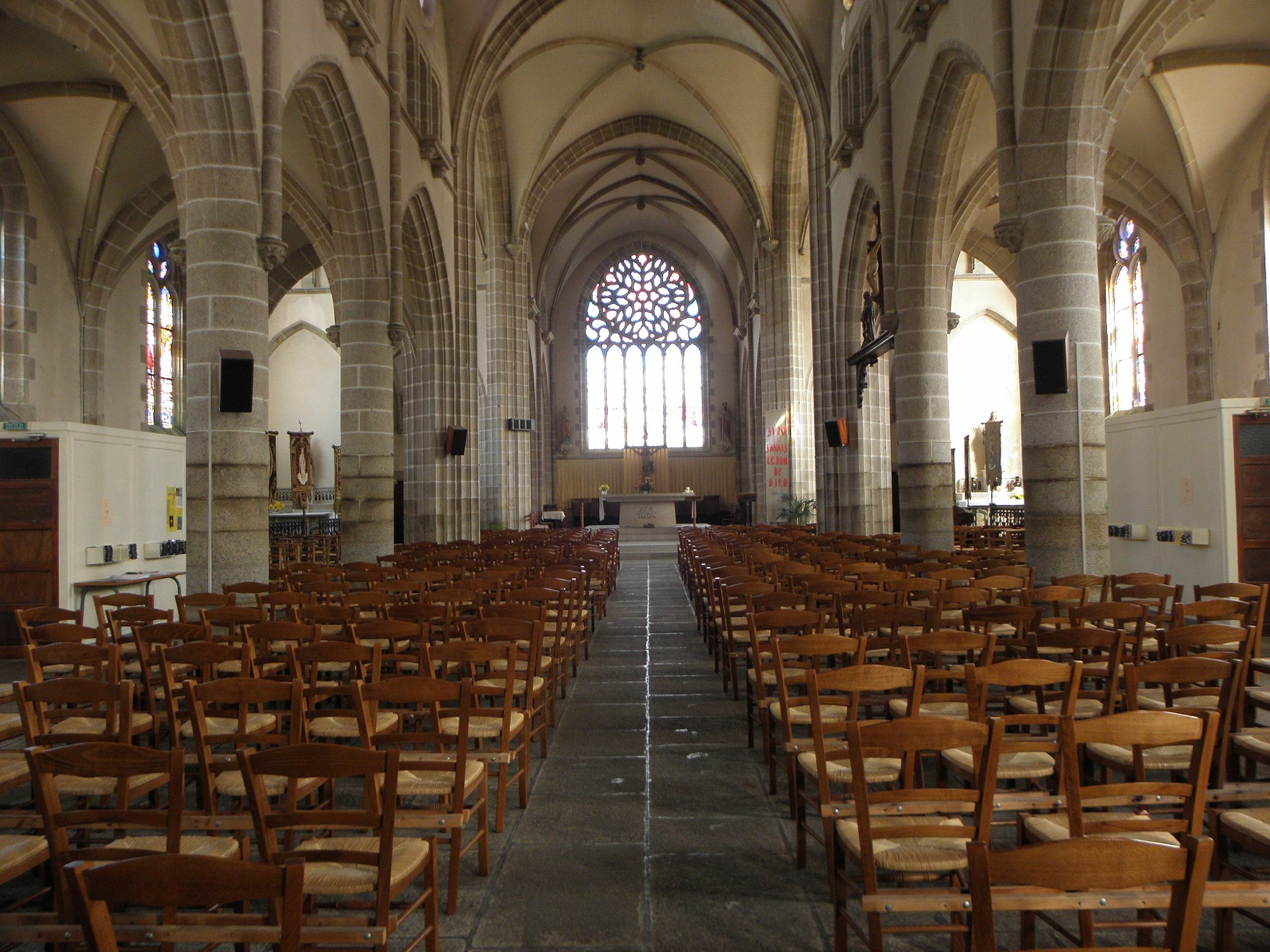